# Aleksander Żyliński (poseł)
Aleksander Żyliński herbu Janina (ur. 23 września 1880 w Petersburgu, zm. 23 grudnia 1941 w Pialmie koło Archangielska) – polski agronom, ziemianin, działacz społeczny i polityczny, prezes sejmiku oszmiańskiego, poseł na Sejm Litwy Środkowej.  

## Życiorys
Pochodził z Dokurniszek w powiecie oszmiańskim, gdzie jego rodzina posiadała majątek ziemski. W 1915 roku należał do Wileńskiego Towarzystwa Popierania Polskiej Sztuki Scenicznej. Był członkiem rady Wileńskiego Towarzystwa Rolniczego, Wileńskiego Towarzystwa Doświadczeń Rolniczych oraz Centrali Spółdzielni Rolniczo-Handlowych w Wilnie.  
W 1922 roku został wybrany posłem na Sejm Litwy Środkowej z listy Polskiego Centralnego Komitetu Wyborczego w okręgu nr IV (Oszmiana). W Sejmie był członkiem klubu Zespołu Stronnictw i Ugrupowań Narodowych. 
W 1928 roku wybrany w skład komisji rolnej Wileńskiej Rady Wojewódzkiej W 1931 roku został wybrany członkiem rady Towarzystwa Organizacji i Kółek Rolniczych w Wilnie. W 1938 roku był członkiem oszmiańskiego oddziału Kresowego Związku Ziemian. W tym samym roku był przewodniczącym organizacji wiejskiej obwodu oszmiańskiego Obozu Zjednoczenia Narodowego. 

## Życie prywatne
Był synem Stanisława Ksawerego Edmunda i Kamili z Falewiczów. Bratem jego dziadka był biskup Wacław Żyliński. W 1912 roku ożenił się w parafii Wszystkich Świętych w Warszawie z Jadwigą Skolimowską. Miał z nią dwie córki: Halinę i Jadwigę. 

## Ordery i odznaczenia
- Złoty Krzyż Zasługi (8 sierpnia 1927)[13]